# سازند کنگان
سازند کنگان از سازندهای زمین‌شناسی ایران در زاگرس با سن تریاس است. سازند کنگان بزرگترین ذخایر گاز طبیعی در خاورمیانه و جهان را داراست. این سازند در میدان گازی لاوان شامل ۲۰۰ متر توالی کربناته (سنگ آهک، آهک دولومیتی و دولومیت) به همراه لایه‌های انیدریتی است. ضخامت سازند کنگان در برون‌زد جنوب فارس ۱۴۰ متر است. در حال حاضر از گاز این سازند مخزنی در میدان‌های گازی پارس و کوه موند بهره‌برداری می‌شود.